# تسلطانت (تسلطانت)
تسلطانت هي إحدى مشيخات المملكة المغربية، تتبع جغرافيا لعمالة مراكش وإداريًا لتسلطانت. يقدر عدد سكانها بـ 23862 نسمة حسب الإحصاء الرسمي للسكان والسكنى لسنة 2004.